# Word...Life
Word...Life è l'album d'esordio del rapper statunitense di Brooklyn O.C., pubblicato il 18 ottobre 1994 da EMI, Wild Pitch e Serchlite Music.

## Ricezione
| Recensione | Giudizio |
| ---------- | -------- |
| AllMusic   | [ 1 ]    |
| RapReviews | [ 2 ]    |

Il disco, che tratta principalmente argomenti esistenziali, ottiene i favori della critica e un discreto successo commerciale, in parte dovuto al fallimento dell'etichetta Wild Pitch, che gli permette di entrare nella classifica statunitense dedicata ai prodotti hip hop. Per tempi, composizione e la posizione ricoperta da MC Serch, accreditato solo per il lavoro artistico nell'album, nonostante avesse una posizione di rilievo nella Wild Pitch, oltre ad aver distribuito il prodotto attraverso la propria etichetta, Matt Jost di RapReviews paragona il rapper a Nas, l'album a Illmatic e Born 2 Live a The World Is Yours.
Secondo Jost, «entrambi i lavori sono brevi, personali, radicati nel Queens e prevedono la collaborazione di un genitore.» In Word...Life infatti, la madre di O.C. presta la voce nella canzone Ma Dukes. Sono elogiati specialmente Time's Up – opera omnia di O.C. e secondo il critico DiBella «brano di riferimento del rap anni '90» – Born 2 Live, e le produzioni di Buckwild.
Allmusic gli assegna quattro stelle su cinque. L'autore musicale DiBella scrive che «il debutto di O.C. annuncia l'arrivo di uno dei parolieri più talentuosi del rap moderno.»

## Tracce
Testi di Omar Credle, Larry Baskerville (tracce 1, 7 e 14), Troy Jamerson (tracce 1, 7 e 14), Anthony Best (tracce 2-6, 10-11 e 13), Daven Vanderpool (traccia 6), Robert Hall (traccia 8), Gary Scott (tracce 9 e 12), musiche di Organized Konfusion (tracce 1, 7 e 14), Buckwild (tracce 2-6, 10-11 e 13), Prestige (traccia 6), Lord Finesse (traccia 8), DJ Ogee (tracce 9 e 12).
1. Creative Control – 1:44
2. Word...Life – 4:53
3. O-Zone – 4:04
4. Born 2 Live – 4:46
5. Time's Up – 3:29
6. Point O' Viewz – 4:14
7. Constables – 4:04
8. Ga Head – 3:55
9. No Main Topic – 3:42
10. Let It Slide – 4:23
11. Ma Dukes – 3:58
12. Story – 3:03
13. Outtro (Sabotage) – 2:51
14. Born 2 Live (Remix) – 3:45

Durata totale: 52:51

## Classifiche
| Classifica (1994)         | Posizione massima |
| ------------------------- | ----------------- |
| US Heatseekers Albums     | 11                |
| US Top R&B/Hip-Hop Albums | 34                |